# Robert Tiffeneau
Cet article concerne le physiologiste. Pour son père, le chimiste, voir Marc Tiffeneau.
Compléments
Robert Tiffeneau est un médecin, pharmacologue et physiologiste français né à Paris 15e le 11 juillet 1910 et mort à Paris 4e le 16 février 1961, pionnier de la médecine respiratoire et plus particulièrement connu pour sa définition du rapport de Tiffeneau.

## Biographie
Robert Tiffeneau est né à Paris le 11 juillet 1910, du chimiste Marc Tiffeneau et de Marguerite, sœur d'Ernest Fourneau.
Après des études à la faculté de médecine et à la Sorbonne, Tiffeneau est externe puis interne à l'hôpital Lariboisière. Il commence par travailler sur le diabète sous la direction de François Rathery. Mais la guerre modifie ses projets.
Affecté au laboratoire Z de la 8e armée, où il rencontre de nombreux scientifiques, parmi lesquels se trouvent Frédéric Joliot-Curie, Daniel Bargeton ou Lucien Dautrebande, Tiffeneau commence des recherches sur le traitement des gazés par l’oxygénothérapie puis par l’inhalation d’aérosols médicamenteux.
Il est initié à la physiologie de la respiration par le médecin-capitaine Genaud, dont le pneumographe lui permet de mettre en évidence la réactivité bronchique. En juin 1940, il donne à l'Académie des sciences sa première publication, une note sur un générateur d'aérosols médicamenteux de son invention dont le type actuel est encore commercialisé sous le nom d’Aérosolan et, l'année suivante, il obtient le doctorat en médecine avec une thèse sur la sédimentation globulaire. Ses travaux, menés en collaboration avec Edmond Brun, aboutissent en 1947 à la définition du diamètre maximum, fixé à 5 microns, des particules dispersées dans les aérosols.
C’est en 1947 également, avec la collaboration d'André Pinelli, que Robert Tiffeneau définit le « volume maximum expiré au cours de la première seconde », qu’il dénomme CPUE (capacité pulmonaire utilisable à l’effort). Ce test, appelé par la suite VEMS, est à la base de toute étude fonctionnelle de la respiration. Il est utilisé partout dans le monde, dans les pays anglo-saxons en particulier, sous le nom de Time Vital Capacity. Et le rapport ou coefficient de Tiffeneau, c’est-à-dire le rapport du VEMS à la capacité vitale forcée, devient l’un des premiers critères du diagnostic de l’emphysème. Tiffeneau définit ensuite « le volume résiduel », mesure indirecte qui, à partir du périmètre thoracique et du jeu entre le diaphragme et le manubrium, permet d’apprécier succinctement l’emphysème.
Tiffeneau poursuit ses travaux dans le domaine de la médiation sympathicomimétique, en particulier par l'étude de l’action de l’adrénaline et de l’acétylcholine sur la respiration, étude qui le conduit à celle de l’histamine et à l'exploration de la pathogénie de l’asthme et des allergies pulmonaires.
Robert Tiffeneau est mort le 16 février 1961 devant la faculté de médecine, terrassé sur le chemin de son laboratoire par une maladie cardiaque dont les premiers symptômes dataient de 1954.

## Hommage
Le laboratoire d’explorations fonctionnelles respiratoires de l’Hôtel-Dieu porte le nom de Robert Tiffeneau.

## Publications

### Par Robert Tiffeneau
Publications originales
- 1945 : « Épreuve de bronchoconstriction et de bronchodilatation par aérosols », Bulletin de l'Académie de médecine.
- 1947 : Avec André Pinelli, « Air circulant et air captif dans l'exploration de la fonction ventilatrice pulmonaire », Paris médical, vol. 37,‎ 1947, p. 624-628.
- 1947 : Avec Edmond Brun, « [Sur le diamètre des particules dans les aérosols : titre inconnu] », La Semaine des hôpitaux de Paris, no 27,‎ 11 juillet 1947, p. 5.
- 1948 : Avec A. Pinelli, « Régulation bronchique de la ventilation pulmonaire », Journal français de médecine et de chirurgie thoraciques, vol. 2, p. 221-244.
- 1949 : Avec Jean Bousser et al., « Capacité vitale et capacité pulmonaire utilisable à l'effort : Critères statique et dynamique de la ventilation pulmonaire », Paris méd.
- 1952 : « L'Épreuve du cycle respiratoire maximum pour l'étude spirographique de la ventilation pulmonaire », La Presse médicale.
- 1955 : « L'Hyperexcitabilité acétylcholinique du poumon : Critère physiopharmacodynamique de la maladie asthmatique », Presse méd.
- 1956 : « Action de la cortisone sur l'hypersensibilité cholinergique pulmonaire de l'asthmatique », Presse méd.
- 1961 : (en) « Quantitative Relations Between the Administration of Allergens and the Production of Bronchoconstrictive Mediators in Allergic Asthma », dans International Archives of Allergy and Applied Immunology, vol. 19, no 6, p. 331-340. (DOI 10.1159/000229223.)

Ouvrage de synthèse
- 1957 : Examen pulmonaire de l'asthmatique : Déductions diagnostiques, pronostiques et thérapeutiques, Paris, Masson.

### Sur Robert Tiffeneau
- (en) Jean-Claude Yernault, « The Birth and Development of the Forced Expiratory Manoeuvre : A Tribute to Robert Tiffeneau (1910-1961) », Eur. Respir. J., vol. 10,‎ 1997, p. 2704-10 (ISSN 0903-1936, lire en ligne).
- (en) Robert P. Young, Raewyn J. Hopkins et Tam E. Eaton, « Forced Expiratory Volume in One Second : Not Just a Lung Function Test but a Marker of Premature Death from All Causes », Eur. Resp. J., vol. 30, 2007, p. 616-622.
- Thérèse Jourdain, « Robert Tiffeneau », Int. Arch. Allergy, vol. 20,‎ 1962, p. 60-61 (lire en ligne)..
- Jean-François Dessange, « Robert Tiffeneau (1910-1961) : Hommage à l'occasion de son centenaire », Info Respiration, no 100,‎ décembre 2010, p. 31-37.